# Новопавловка (Тацинский район)
Новопа́вловка — хутор в Тацинском районе Ростовской области.
Входит в состав Михайловского сельского поселения.

## Население
| 2010 |
| ---- |
| 91   |

## Улицы
На хуторе имеются две улицы — Колхозная и Садовая.